# General Mariano Matamoros Airport
General Mariano Matamoros Airport är en flygplats i Mexiko.   Den ligger i kommunen Temixco och delstaten Morelos, i den sydöstra delen av landet, 70 km söder om huvudstaden Mexico City. General Mariano Matamoros Airport ligger 1 303 meter över havet.
Terrängen runt General Mariano Matamoros Airport är kuperad västerut, men österut är den platt. Terrängen runt General Mariano Matamoros Airport sluttar söderut. Runt General Mariano Matamoros Airport är det ganska tätbefolkat, med 120 invånare per kvadratkilometer. Närmaste större samhälle är Cuernavaca, 10,6 km norr om General Mariano Matamoros Airport. I omgivningarna runt General Mariano Matamoros Airport växer huvudsakligen savannskog.